# П-821 Херој
Херој (821) је једнотрупна подморница класе Херој која је била у саставу ратне морнарице ЈНА и СЦГ. Изграђена је 1968. у Сплиту.